# Yves Ramette
Pour les articles homonymes, voir Ramette.
Yves Ramette (né à Bavay le 6 février 1921, mort à Prades le 2 juin 2012) est un compositeur et organiste français post-romantique de la seconde moitié du XXe siècle.

## Biographie
Yves Ramette commence à l’âge de 7 ans l'apprentissage du solfège avec son père, qui était directeur d'une École Professionnelle Supérieure, puis celui du violon et du piano. À 14 ans, de pair avec ses études secondaires au lycée de Beauvais, il approfondit ses connaissances en Harmonie. À Beauvais, il apprend le violon avec Robert Duforestel. En 1941 il entre au Conservatoire national de musique de Paris dans la classe de Jacques de la Presle pour l’harmonie et de Simone Plé-Caussade pour le contrepoint et la fugue. Il s’inscrit aussi à l’École normale de musique de Paris dans la classe de composition d’Arthur Honegger où il obtient un premier prix en 1945. De ses années d’apprentissage, il écrira dans son livre de souvenirs : « travail considérable, d’autant plus considérable que j’entrepris alors l’étude systématique et approfondie des œuvres de tous les grands Maîtres, de Bach à Stravinsky… et Honegger, dont je devins le disciple jusqu’en 1947. »
Au Conservatoire national de Paris il est élève de Lélia Gousseau et Lazare Lévy pour le piano, et d’Eugène Bigot pour la direction d’orchestre. En 1945, il apprend l’orgue auprès de Georges Jacob, maître de chapelle à l’église Saint-Ferdinand-des-Ternes, à Paris. Il écrira dans son livre de souvenirs : « J’étais alors fort loin de me douter que pendant plus de trente ans j’assumerais dans cette paroisse les fonctions de "Maître de Chapelle et Organiste". » Parallèlement à son activité d’organiste, il assure de 1947 à 1953 les cours de contrepoint, de fugue et de composition à la Schola Cantorum de Paris. Il doit lutter contre les réticences du directeur pour créer le cours d’harmonie – qu’il dirigera – car pour le jeune professeur « apprendre le contrepoint sans de solides notions de base est illusoire ». En 1948 sa Symphonie n°1 est créée à Bruxelles par le chef d’orchestre Franz André. En 1950, toujours à Bruxelles, sa Symphonie n°2 est créée par Daniel Sternefeld, qui créera, la même année, à Luxembourg, sa Symphonie n°3.
Ramette est nommé Maître de chapelle en 1952, année où  son Prélude, Fugue et Postlude est primé au Concours de composition organisé par Radio Luxembourg. Malgré des démarches réitérées, Yves Ramette ne parvient pas à intéresser les associations musicales françaises. Ses quatrième, cinquième et sixième symphonies sont, comme les précédentes, créées à l’étranger : La 4e en 1951 et la 5e en 1957, toutes deux à Bruxelles, par Daniel Sternefeld ; la 6e en 1964, aux Pays-Bas, par André Rieu (père du violoniste soliste du même nom). Ramette regrettera « aucun orchestre français ne m’a jamais sollicité pour la création d’une de mes symphonies… à croire que je n’existe pas ! ». Malgré les Instances politiques françaises qui, depuis les années Cinquante, ne promeuvent que les musiques sérielles, dodécaphoniques ou expérimentales, Ramette continue à composer dans le style post-romantique qui a toujours été le sien. En 1996, découragé par ce qu’il ressent comme une permanente injustice de la France envers les compositeurs tonaux, il écrit au ministre de la Culture de l’époque, Philippe Douste-Blazy : « Au cours de mes nombreux déplacements à l’étranger, j’ai toujours été reçu, en Belgique, Hollande, Luxembourg, Italie et ailleurs, avec une cordiale sympathie et une élégante déférence. C’est pourquoi je ressens le silence méprisant des responsables musicaux de mon pays qui se prétendent défenseurs de l’Art Musical comme un camouflet difficile à supporter. Au reste, il est un mot fort à la mode, très utilisé de nos jours, mot dont on ne sait d’ailleurs plus très bien à qui il doit réellement être appliqué. Ce mot, c’est exclusion. Et je me pose la question de savoir si, pour un artiste français pratiquant son art avec le plus parfait désintéressement, travaillant sans relâche, conscient qu’une œuvre terminée, le but poursuivi semble toujours reculer, qui désire garder son indépendance à l’égard des écoles, chapelles, clans, qui veut avant tout préserver sa liberté d’esprit et de jugement, je me pose la question de savoir si, en France, à notre époque, pour un tel artiste, ces défauts accumulés ne sont pas un motif suffisant d’exclusion. » À partir de 1960 Ramette se consacre à ses deux instruments favoris : l’orgue, avec notamment le Concerto pour orgue solo (1964), le poème Ermia (1971), le triptyque Pour une nuit de Noël (1983) – et le piano, avec notamment les Trois Études (1987), les deux Sonates (1991 et 2001), Pour un bal imaginaire (1999).
Fondateur du chœur mixte "Vox Ardens", destiné à promouvoir la musique chorale sacrée et profane des grands maîtres classiques, romantiques et modernes, Ramette donne à la tête de cet ensemble, entre 1968 et 1987, de nombreux concerts à Paris et en province, faisant aussi entendre sa propre musique chorale : Salve Regina pour soprano solo, chœur mixte et orgue (1982), Psaume 116 pour soprano solo, chœur mixte et orgue (1982), Christus, cantate pour chœur mixte et orgue (1983). En désaccord avec les autorités religieuses sur la suppression de la grande musique sacrée et l’introduction d’une liturgie appauvrie, il démissionne en 1990 de son poste de maître de chapelle et organiste de l’église Saint-Ferdinand-des-Ternes. Il publie en 1997 « Grandeur et Décadence d’une tribune » (chez Éditions Odilon Media/Éditions du Sel), ouvrage de souvenirs sur sa vie de compositeur et d’organiste dans une paroisse, qu’il conclut par une citation de l’homme politique et écrivain Georges Clemenceau : « Un peuple trouve sa joie, sa sérénité dans la musique, et c’est par la qualité de sa musique qu’il prouve son degré de civilisation. »
En 1997, à l’occasion d’un concert, Ramette fait la connaissance du pianiste américain Eric Himy (en). Celui-ci jouera et enregistrera nombre de ses œuvres pour les Éditions MMC puis pour Navona Records (ko). Entre 2013 et 2016, Navona Records ont publié la musique d’Yves Ramette en huit CD.
Yves Ramette meurt le 2 juin 2012, à l'âge de 91 ans.

## Liste complète des œuvres

### Œuvres orchestrales
- Symphonie n°1 pour cordes et percussion, op. 4 (1944)
- Symphonie n°2, op. 10 (1948)
- Symphonie n°3 pour cordes, op. 11 (1949)
- Symphonie n°4, op. 13 (1951)
- Prélude, Fugue et Postlude pour cordes, piano et timbales, op. 14 (1952)
- Symphonie n°5 « Hymne à la Vie », à la Mémoire d’Arthur Honegger, op. 15 (1956)
- Symphonie n°6 « Manfred », op. 18 (1963)

### Musique de chambre
- Sonate pour violon et piano n°1 en la mineur, opus non numéroté (1941-42)
- Quatuor à cordes en ut dièse mineur, opus non numéroté (1940 ; rév. 1942)
- Sonate pour violoncelle et piano, opus non numéroté (1942)
- Sonate pour violon et piano n°2, opus non numéroté (1943)
- Introduction et Allegro en forme de Scherzo, pour flûte, hautbois, clarinette, basson et piano, op. 6 (1945)
- Trio pour Trois Pianos, op. 8 (1947)

### Œuvres vocales et chorales
- Trois poèmes de Francis Carco, pour baryton et ensemble instrumental (flûte, harpe, piano, violon, alto, violoncelle), op. 3 (1944)
- Trois Poèmes de Claude Apel, pour récitant et piano, op. 9 (1947)
- Chants d’amour, pour mezzo-soprano et piano, op. 16 (1959)
- La Flûte de jade, pour mezzo-soprano et piano (sur des poèmes de Franz Toussaint), op. 17 (1960)
- Salve Regina, pour soprano solo, chœur mixte et orgue, op. 28 (1982)
- Psaume 116, pour soprano solo, chœur mixte et orgue, op. 29 (1982)
- Ave Maria, pour soprano, ténor et orgue, op. 30 (1983)
- Christus, cantate pour chœur mixte et orgue, op. 31 (1983)

### Œuvres pour orgue
- Concerto pour orgue solo, op. 19 (1964)
- Ricercare, op. 20 (1965)
- Organaria, op. 21 (1969)
- Ermia, poème, op. 22 (1971)
- Pastorale, op. 23 (1976)
- Toccata et Fugue, à la Mémoire de Georges Guynemer, op. 26 (1979)
- Pour une nuit de Noël, triptyque, op. 27 (1983)

### Œuvres pour piano
- Introduction et Scherzo, op. 1 (1943)
- Quatre esquisses, op. 2 (1944)
- Cinq variations sur un thème d’Arthur Honegger, op. 5 (1945)
- Triptyque, op. 7 (1946)
- Cinq moments musicaux, op. 12 (1950)
- Variations sur un thème original, op. 32 (1985)
- Naïades, op. 33 (1986)
- Quatre pastels, op. 34 (1987)
- Trois études, op. 35 (1988-89)
- Première Sonate, op. 36 (1991)
- Humoresque, op. 37 (1994)
- Fontaines et Cascades, op. 38 (1996)
- Les Elfes, op. 39 (1997)
- Arabesques, op. 40 (1998)
- Pour un bal imaginaire, op. 41 (1999)
- Première barcarolle, op. 42 (2000)
- Deuxième Sonate, op. 43 (2001)
- Deuxième barcarolle, op. 44 (2003)
- Berceuse, op. 45 (2004)
- Variations sur un thème de Mozart, op. 46 (2005)

## Discographie
- Variations sur un thème d'Honegger ; Naïades ; Pastels ; Fontaines et Cascades ; Sonate no 1 ; Humoresque : Eric Himy (piano) 1 CD "Compositions for Piano" MMC Recordings 2001
- Prélude, Fugue et Postlude ; Symphonie no 3 pour cordes & Symphonie no 5 « Hymne à la Vie » : Eric Himy (piano) & Czech Radio Symphony Orchestra, Vladimir Valek (direction d'orchestre) ; Netherlands Radio Philharmonic Orchestra, Jan Stulen (direction d'orchestre) 1 CD "Compositions for Orchestra" MMC Recordings 2002
- Variations sur un thème d'Honegger ; Pour un bal imaginaire ; Barcarolles no 1 & no 2 ; Sonate no 2 (+La terrasse des audiences du clair de lune & Prélude à l'après-midi d'un faune de Debussy) : Eric Himy (piano) 1 CD "Le Piano imaginaire" 2005
- Variations sur un thème de Mozart (+Sonate no 13 de Mozart, œuvres de Salieri, Fabregas & Mozart) : Eric Himy (piano) 1 CD "Homage to Mozart" CENTAUR RECORDS 2006
- Variations sur un thème d'Honegger ; Naïades ; Pastels ; Fontaines et Cascades ; Sonate no 1 ; Humoresque : Eric Himy (piano) ; Prélude, Fugue et Postlude ; Symphonie no 3 pour cordes & Symphonie no 5 « Hymne à la Vie » : Czech Radio Symphony Orchestra, Vladimir Valek (direction d'orchestre) ; Netherlands Radio Philharmonic Orchestra, Jan Stulen (direction d'orchestre) 2 CDs "Cascading into Reverie" Navona Records 2013 (compilation des CDs "Compositions for Piano" & "Compositions for Orchestra")
- Quatre Esquisses ; Introduction et Scherzo ; Trois Études ; Variations sur un thème original ; Berceuse ; Les Elfes : Eric Himy (piano) 1 CD "With Passion" Navona Records 2013
- Symphonies no 1, no 2, no 4 & no 6 « Manfred » : St. Petersburg State Symphony Orchestra, Vladimir Lande (direction d'orchestre) 2 CDs "At the Precipice" Navona Records 2014
- Toccata et Fugue in memoriam Georges Guynemer ; Pour une Nuit de Noël ; Solum in Modum (Concerto & Ricercare) ; Pastorale : Yves Ramette (orgue) 2 CDs "The Golden Galaxy" Navona Records 2014
- Introduction et Allegro pour piano et vents (+Fire Tiger de Steven Block ; Night Stream & Rhythm Modes de Rain Worthington ; Gambit de Paula Diehl ; Duo for Violin and Cello de Allen Brings) : Jessica Lizak (flûte), Vladimir Lande (hautbois), Rane Moore (clarinette), Bryan Young (basson), Karolina Rojahn (piano) 1 CD "Elements Rising" Navona Records 2015
- Quatuor à cordes ; 3 Poèmes de Francis Carco ; Sonates pour violon et piano no 1 & no 2 ; Sonate pour violoncelle et piano : Vit Muzik (violon), Carmine Miranda (violoncelle), Karolina Rojahn (piano), Erik van Heyningen (baryton) 1 CD "In Times of Torment" Navona Records 2016